# 莉齐·戴格南
莉齐·戴格南，MBE（英語：Lizzie Deignan，1988年12月18日—），旧姓阿米特斯特德（Armitstead），英国女子自行车运动员。她曾代表英国参加2012年、2016年和2020年夏季奥林匹克运动会自行车比赛，其中2012年奥运会获得一枚银牌，同時她也是運動界著名的素食者。